# Drman in Kudelin
Drman (bolgarsko Дърман, Drman) in Kudelin (bolgarsko Куделин, Kudelin) sta bila bolgarska plemiča, ki sta v poznem 13. stoletju (1273-1291) kot neodvisna ali skoraj neodvisna avtokrata  skupaj vladala v Braničevem v sedanji vzhodni Srbiji. Po mnenju zgodovinarjev sta bila brata bolgarskega ali kumanskega porekla, ki sta leta 1273 izkoristila oslabljeno centralno oblast Drugega bolgarskega cesarstva  in Ogrskega kraljestva. Glavno mesto njune domene je bila trdnjava Ždrelo na reki Mlavi. Njuna neodvisnost je temeljila tudi na vojski, sestavljeni iz več narodnosti, večinoma Vlahov, Srbov, Bolgarov, Tatarov in Kumanov. Bila sta zelo  "svojeglava in se nista bala nikogar".
Stalno sta vpadala na ozemlje svojega zahodnega soseda, ogrskega vazala Štefana Dragutina, kralja Sremskega kraljestva. Del Sremskega kraljestva (Mačva) je bila pred tem pod suverenostjo ogrske kraljice Elizabete. Kraljica je leta 1282-1284 poslala v Braničevo svojo vojsko, ki sta jo avtokrata odbila in iz maščevanja opustošila ozemlje njenega vazala. Spodletel je tudi drugi napad, ki sta ga organizirala Elizabeta in Štefan Dragutin leta 1285. Sledil je drug val maščevalnih roparskih napadov na Sremsko kraljestvo.  Leta 1291 se je Dragutinu s svojo vojsko pridružil brat, srbski kralj Štefan Milutin. Kraljema je uspelo poraziti Drmana in Kudelina in Braničevo priključiti k Dragutinovemu kraljestvu. Drman in Kudelin sta bila zelo verjetno ubita, ker sta po bitki izginila iz zgodovinskih zapisov.
Drman in  Kudelin sta bila sorodnika ali tesna družabnika bolgarskega despota Šišmana Vidinskega, ustanovitelja Šišmanske dinastije bolgarskih carjev. Šišman je nadaljeval napade na srbska ozemlja, domnevno kot odgovor za izgubo Braničevega.